# Platyja plagosa
Platyja plagosa är en fjärilsart som beskrevs av Rothschild 1915. Platyja plagosa ingår i släktet Platyja och familjen nattflyn. Inga underarter finns listade i Catalogue of Life.